# Băbuțiu, Cluj
Băbuțiu (în maghiară Báboc) este un sat în comuna Vultureni din județul Cluj, Transilvania, România.

## Bibliografie

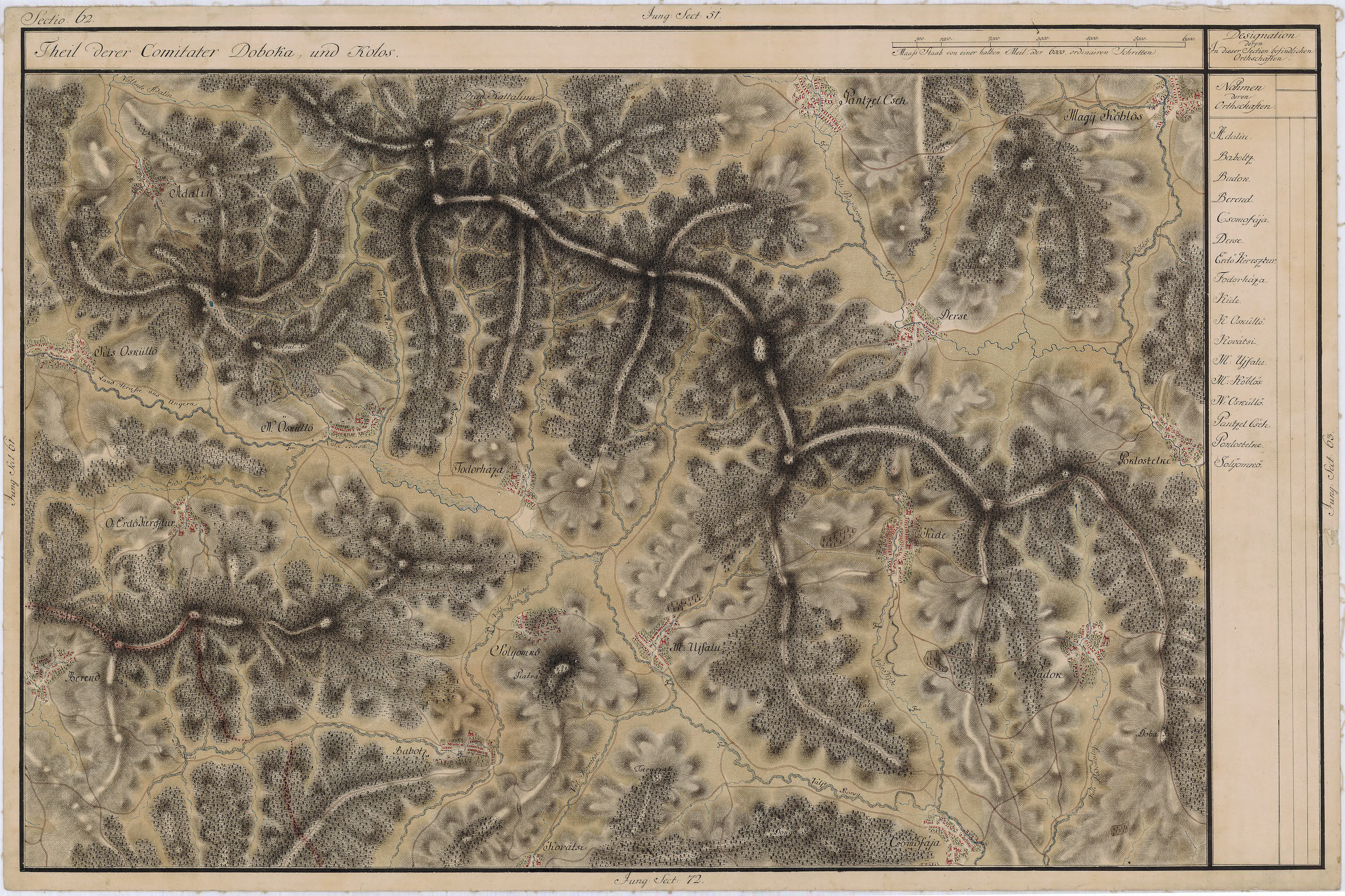
Băbuţiu pe Harta Iosefină a Transilvaniei, 1769-1773

## Imagini

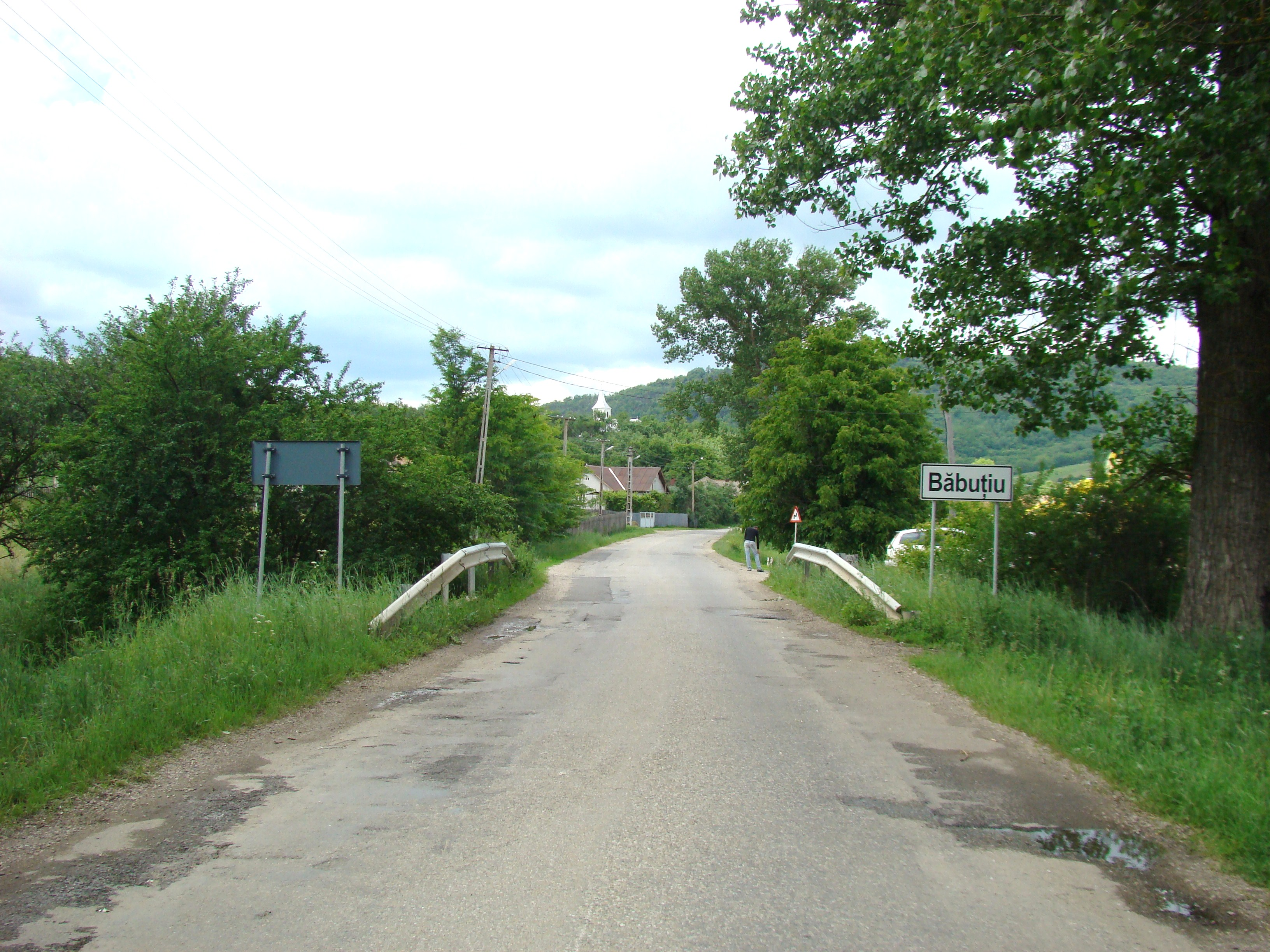
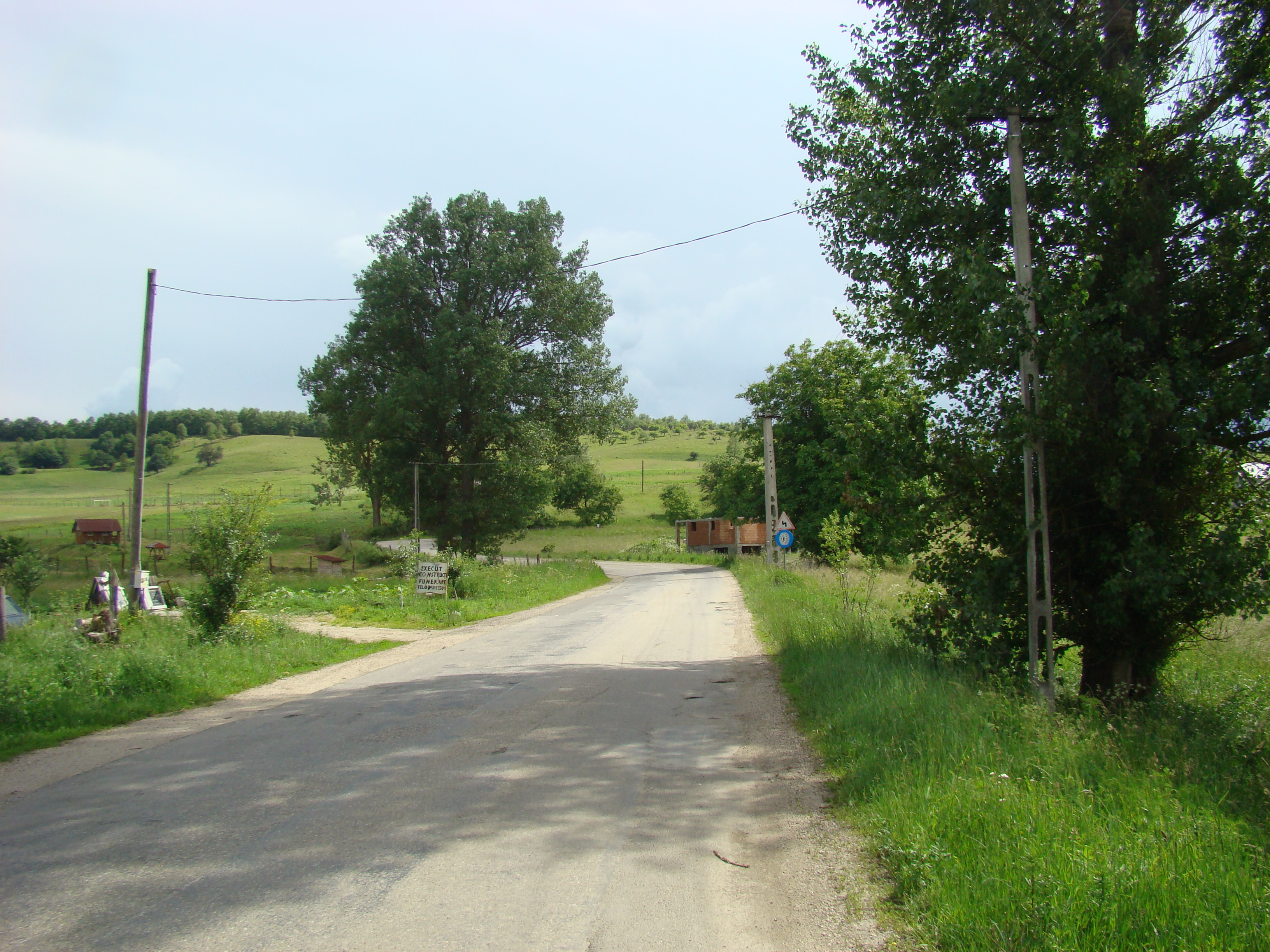
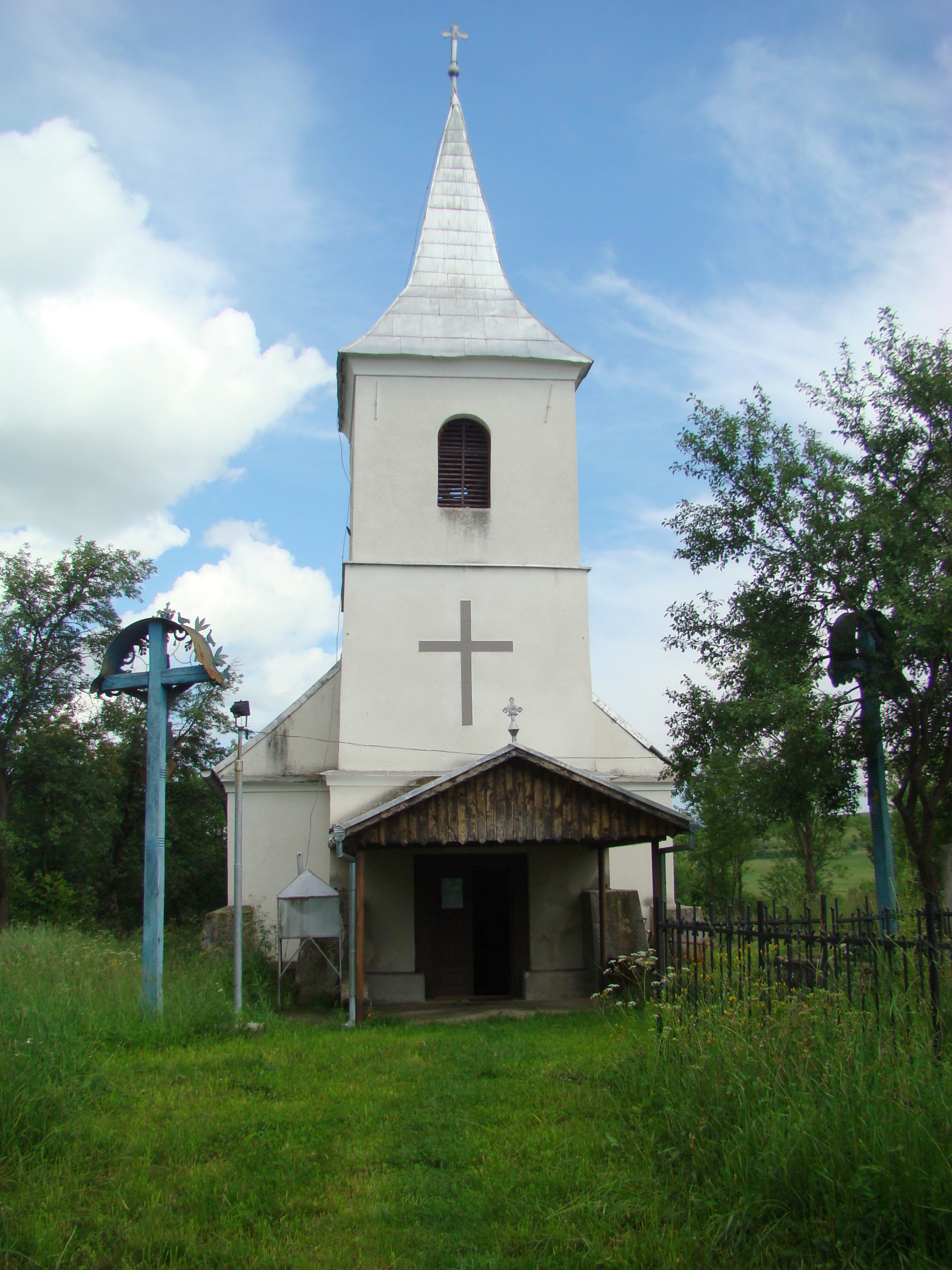
Biserica „Sfinții Arhangheli Mihail și Gavriil” (1882)
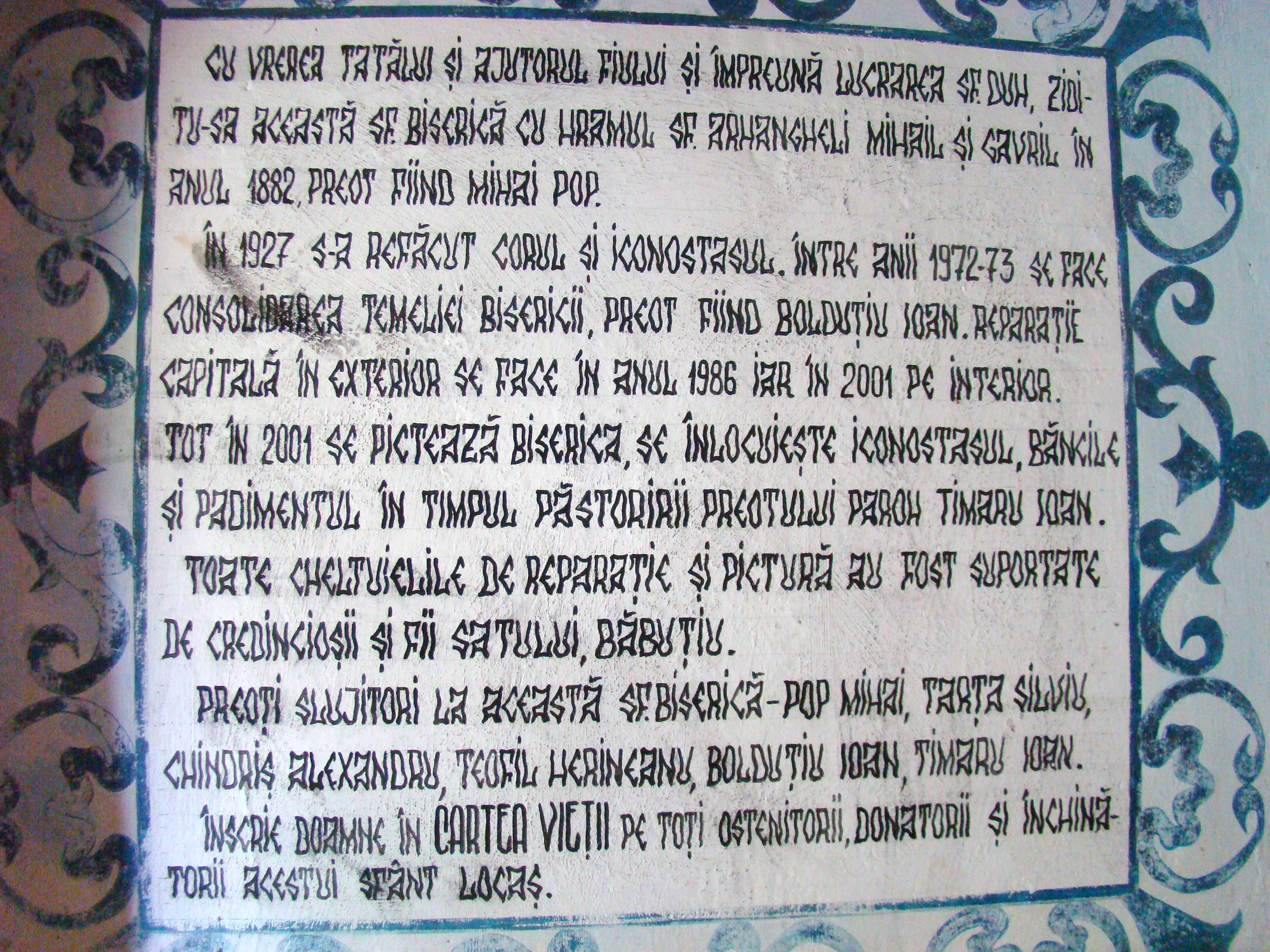
Pisania
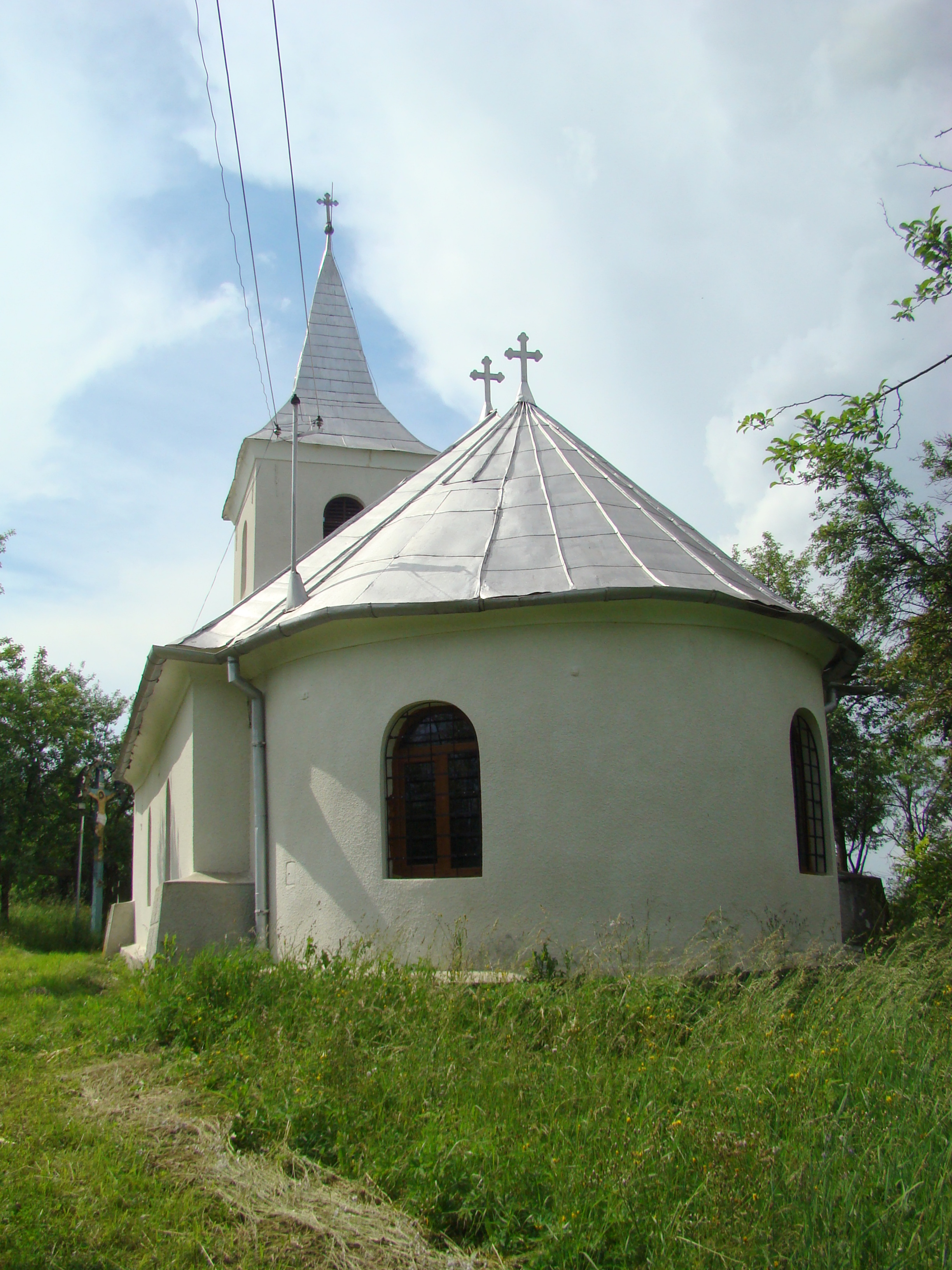
Biserica „Sfinții Arhangheli Mihail și Gavriil” (1882)
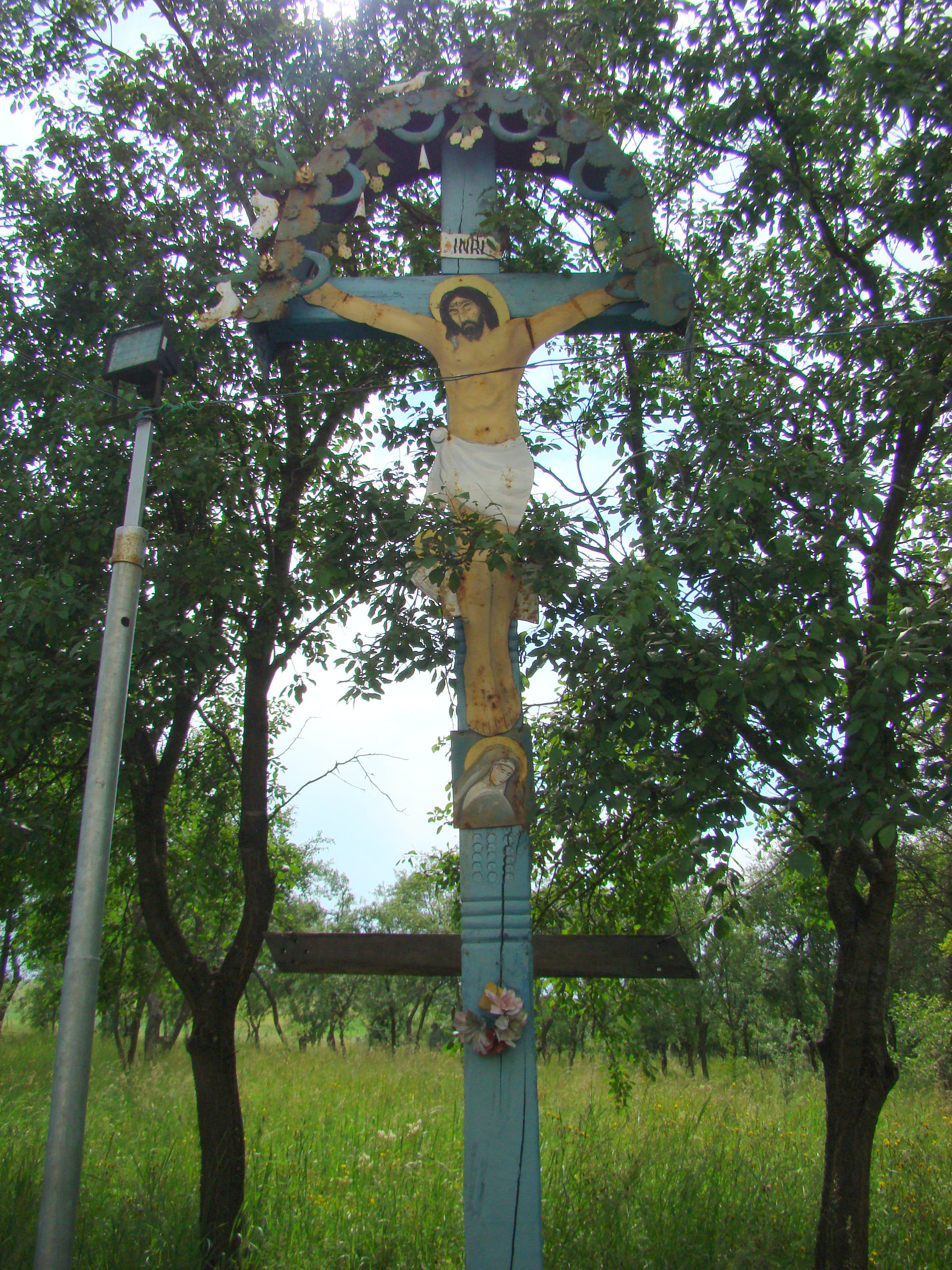
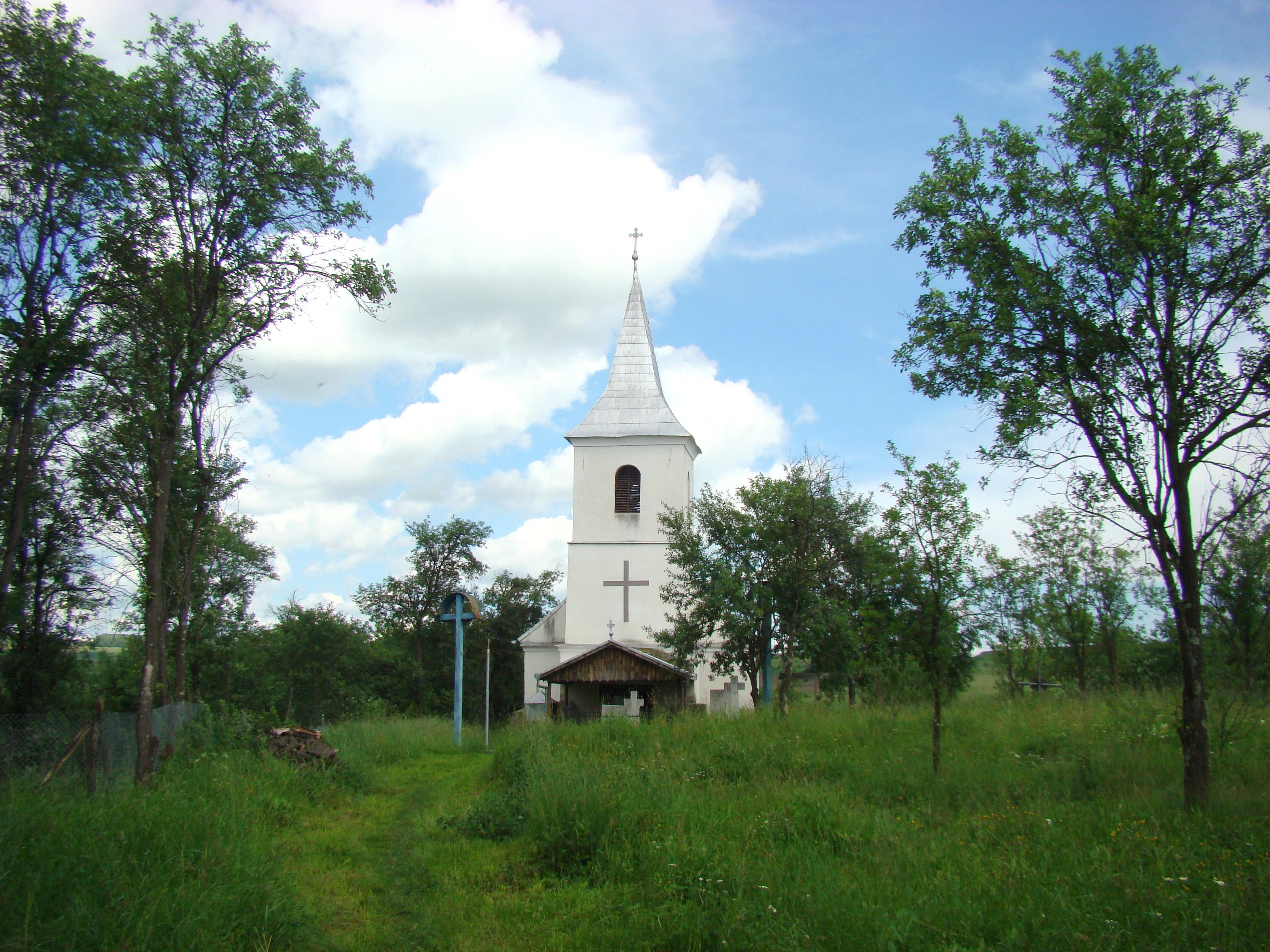
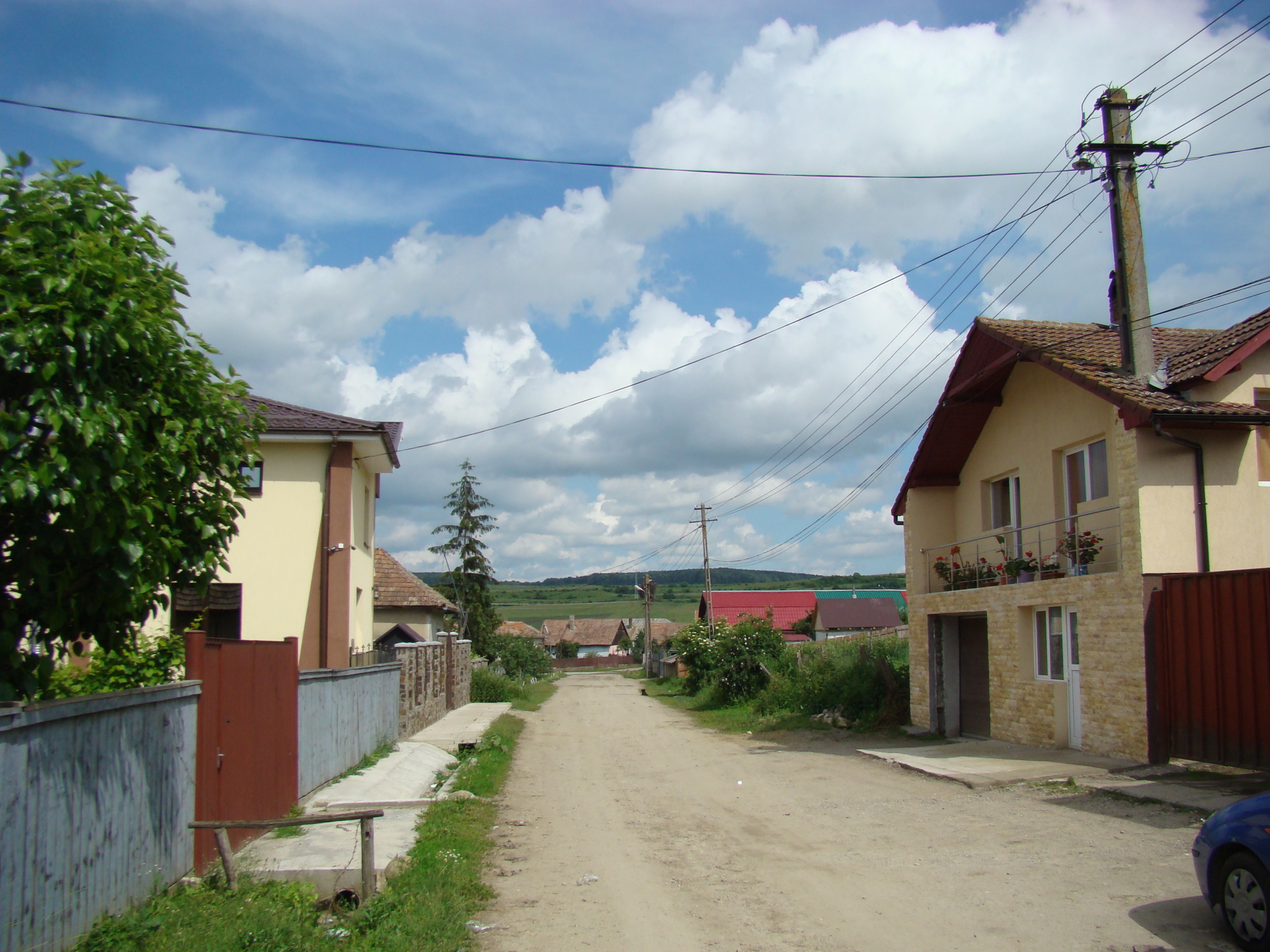
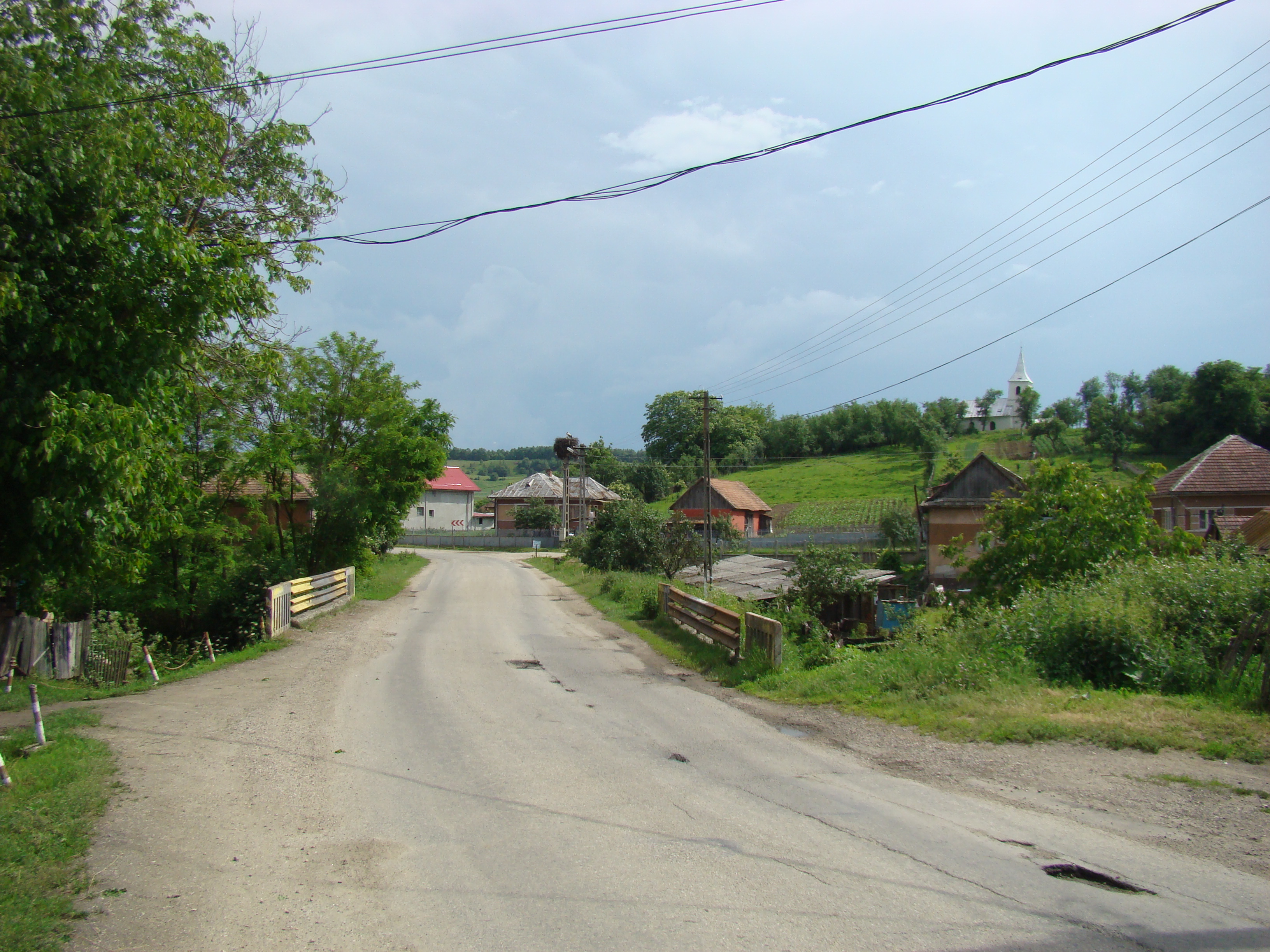

## Legături externe
Materiale media legate de Băbuțiu la Wikimedia Commons